# ملکه برنیس
برنیس ( یونانی باستان: Βερενίκη    </link> ) ( ح. 275 قبل از میلاد  – 246 قبل از میلاد)، همچنین به نام برنیس فرنوفوروس ("دارنده جهیزیه") یا برنیس سوریه، شاهزاده خانم مصری و نایب السلطنه ملکه سلوکی بود. او با ازدواج با آنتیوخوس دوم تئوس ملکه سلوکی بود و در دوران اقلیت پسرش آنتیوخوس در سال 246 نایب السلطنه بود.

## زندگی
برنیس دختر بطلمیوس دوم فیلادلفوس و آرسینوی اول مصر بود. نام او برگرفته از نام مادربزرگ پدری اش، برنیس اول مصر بود. تاریخ تولد او ناشناخته است، اما بیشتر تخمین ها قبل از 280 است، زیرا مادرش سال بعد تبعید شد.
رابطه برنیس سیرا با پدرش پس از تبعید مادرش همچنان مثبت بود. هنگامی که او به ازدواج خود ادامه داد، او آب بطری شده ای را از رود نیل برای او فراهم کرد، بنابراین او هرگز مجبور به نوشیدن از هیچ منبع دیگری، به عنوان یک نمایش خاص از نگرانی شخصی اش، نبود.

### ملکه
در حدود سال 252 قبل از میلاد، به دنبال توافق صلح 253 قبل از میلاد بین آنتیوخوس و بطلمیوس برای پایان دادن به جنگ دوم سوریه ، برنیس با پادشاه سلوکی آنتیوخوس دوم تئوس ازدواج کرد که از همسرش لائودیس اول طلاق گرفت و جانشینی را به فرزندان برنیس منتقل کرد. پس از ازدواج آنها، او نام "سیرا" را با اشاره به سوریه برگزید. برنیس برای ازدواج یک شاهزاده بطلمیوسی نسبتاً مسن بود. مهریه او به قدری زیاد بود که به فرنفوروس یا داوبرینگر معروف بود.
آنتیوخوس دوم دوباره با همسر اول خود، لائودیس، زندگی کرد. بطلمیوس دوم آنتیوخوس دوم را تحت فشار قرار داد تا به برنیسه بازگردد، اما او بارها این کار را به تأخیر انداخت. در سال 246 قبل از میلاد، زمانی که بطلمیوس درگذشت، بطلمیوس سوم فشار دیپلماتیکی را که پدرش آغاز کرده بود افزایش داد. آنتیوخوس اندکی پس از آن درگذشت، بسیاری مظنون به مسمومیت، احتمالا توسط لائودیس.
ملکه برنیس بلافاصله پس از مرگ آنتیوخوس دوم به دست گروهی از قاتلان اعزام شده از جانب لائودایس یکم (همسر اول و مطلقه شاه) به قتل رسید.
1. ↑  Bennett, Chris. "Berenice Phernophorus". Egyptian Royal Genealogy. Archived from the original on 2015-04-11. Retrieved Feb 24, 2015.
2. 1 2 3 4  Greenwalt, William. "Berenice Syra (c. 280–246 BCE)." Women in World History: A Biographical Encyclopedia, edited by Anne Commire, vol. 2, Yorkin Publications, 2002, pp. 457-459. Gale eBooks, Accessed 29 Mar. 2023.
3. ↑  John H. Walton, Victor H. Matthews and Mark W. Chavalas. IVP Bible Background Commentary, 2000.